# Planar (Objektiv)

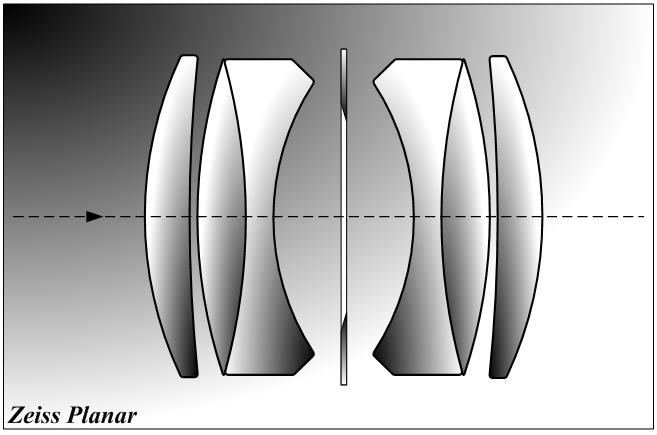
Sechslinsiges Original-Zeiss Planar (1896)

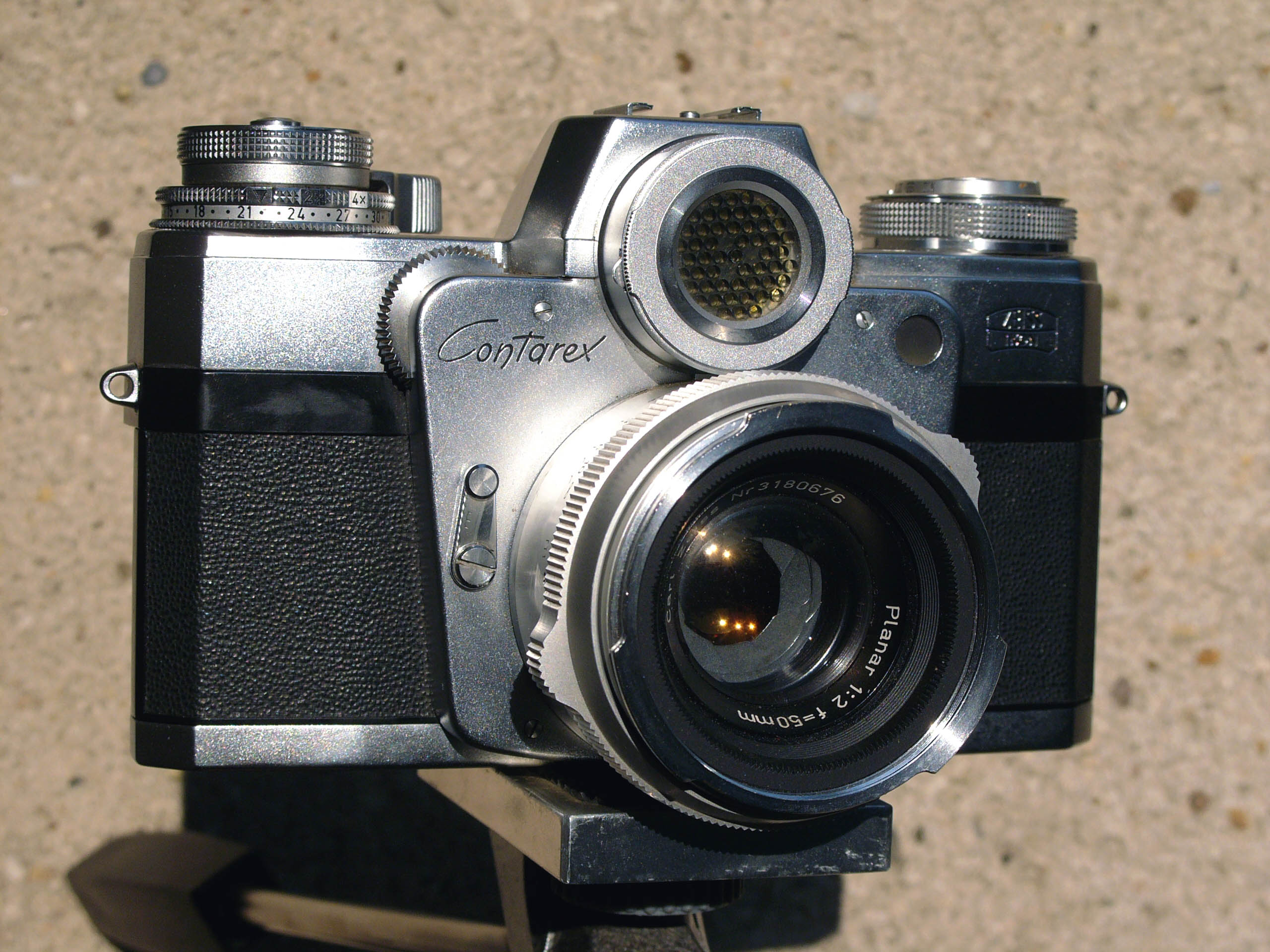
Planar ƒ/2/50 mm an einer Contarex

Planar ist eine 1897 eingetragene Marke für eine wichtige Variante des Gaußschen Doppelobjektivs. Das Planar hat in der Grundform sechs Linsen und wurde von Paul Rudolph für Carl Zeiss entworfen.

## Grunddesign und Entwicklungsgeschichte
Das Planar hat in der Grundform sechs Linsen in vier Gruppen. Gegenüber dem vierlinsigen Original des Gaußschen Doppelobjektivs stehen so zusätzliche Freiheitsgrade für die Optimierung der Abbildungsleistung zur Verfügung. Ein Planar besitzt in der Regel vorn zwei Sammellinsen, zwei Streulinsen mit der Blende dazwischen und dahinter zwei Sammellinsen. Oft sind die inneren Sammellinsen mit den Streulinsen verkittet, die vergleichsweise stark gekrümmt sind. Das Linsensystem insgesamt ist weitgehend symmetrisch.
Ein Objektiv nach Art des Planars wurde erstmals 1896 von Paul Rudolph vorgestellt und patentiert. Insbesondere gelang es mit dem Planar, nicht nur die sphärische Aberration und die chromatische Aberration zu korrigieren, sondern auch den Astigmatismus. Das Planar besitzt weiterhin eine geringe Bildfeldwölbung, woraus sich der Name Planar ableitet.
Vor der Einführung vergüteter Linsenoberflächen hatten Objektive mit mehreren Linsengruppen mit einer teilweise starken Neigung zu inneren Reflexen zu kämpfen. Zwischen jedem Paar von Linsengruppen liegen zwei Glas-Luft-Übergänge, an denen optische Reflexe auftreten können. Treffen diese Reflexe die photographische Platte, führt das unerwünschte Licht zu flachen Kontrasten. Daher sind zumindest vier der sechs Linsen des Planars zu verkitteten Gruppen zusammengefasst. Trotz der höheren Linsenzahl ist die Reflexionsneigung des Planars daher nur geringfügig größer als die Reflexionsneigung des originalen Gauß-Doppelobjektivs mit nur vier einzelstehenden Linsen. Hugo Meyer gelang mit dem vierlinsigen Aristostigmat hingegen eine Korrektur des Astigmatismus bei ebenfalls deutlicher Reduzierung der Reflexionsneigung. Meyer setzte stark gekrümmte Menisken ein, die eine sehr geringe Reflexionsneigung besitzen.

## Weiterentwicklungen und Varianten

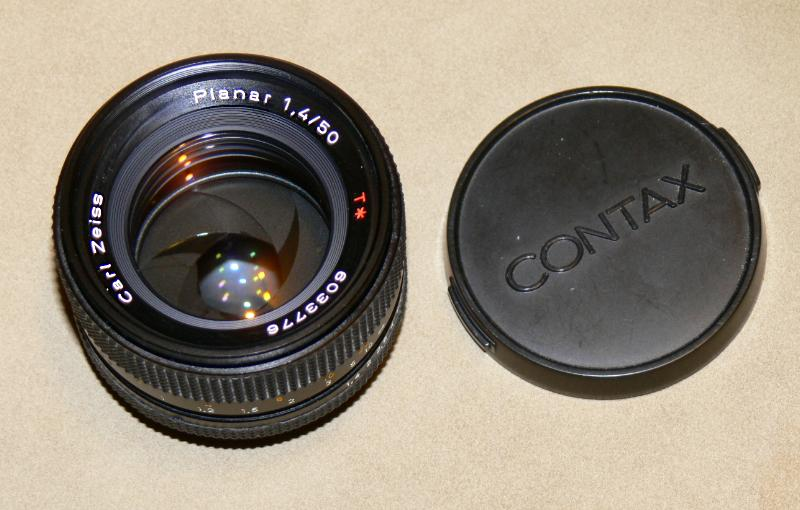
Modernes siebenlinsiges Zeiss Planar ƒ/1,4/50 mm

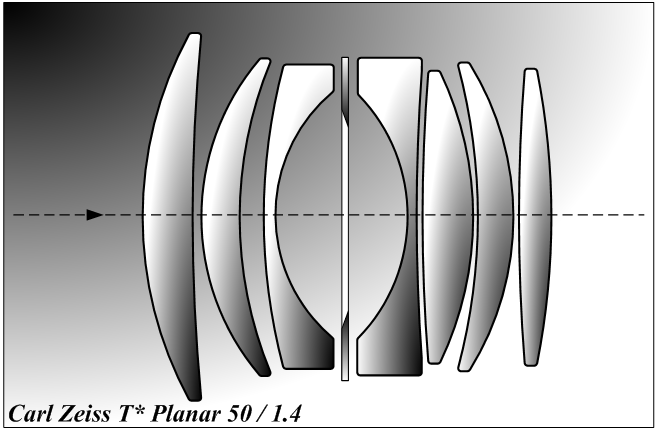
Linsenschema des Zeiss Planar ƒ/1,4/50 mm

Durch seine teilweise vom ursprünglichen Gaußschen Doppelobjektiv stammende Leistungsfähigkeit wurde das Planar zum Ausgangspunkt einer ganzen Klasse weiterer Objektive. Diese Weiterentwicklungen weichen mehr und mehr vom „idealen“ symmetrischen Aufbau ab.

### Planar ƒ/0,7/50 mm

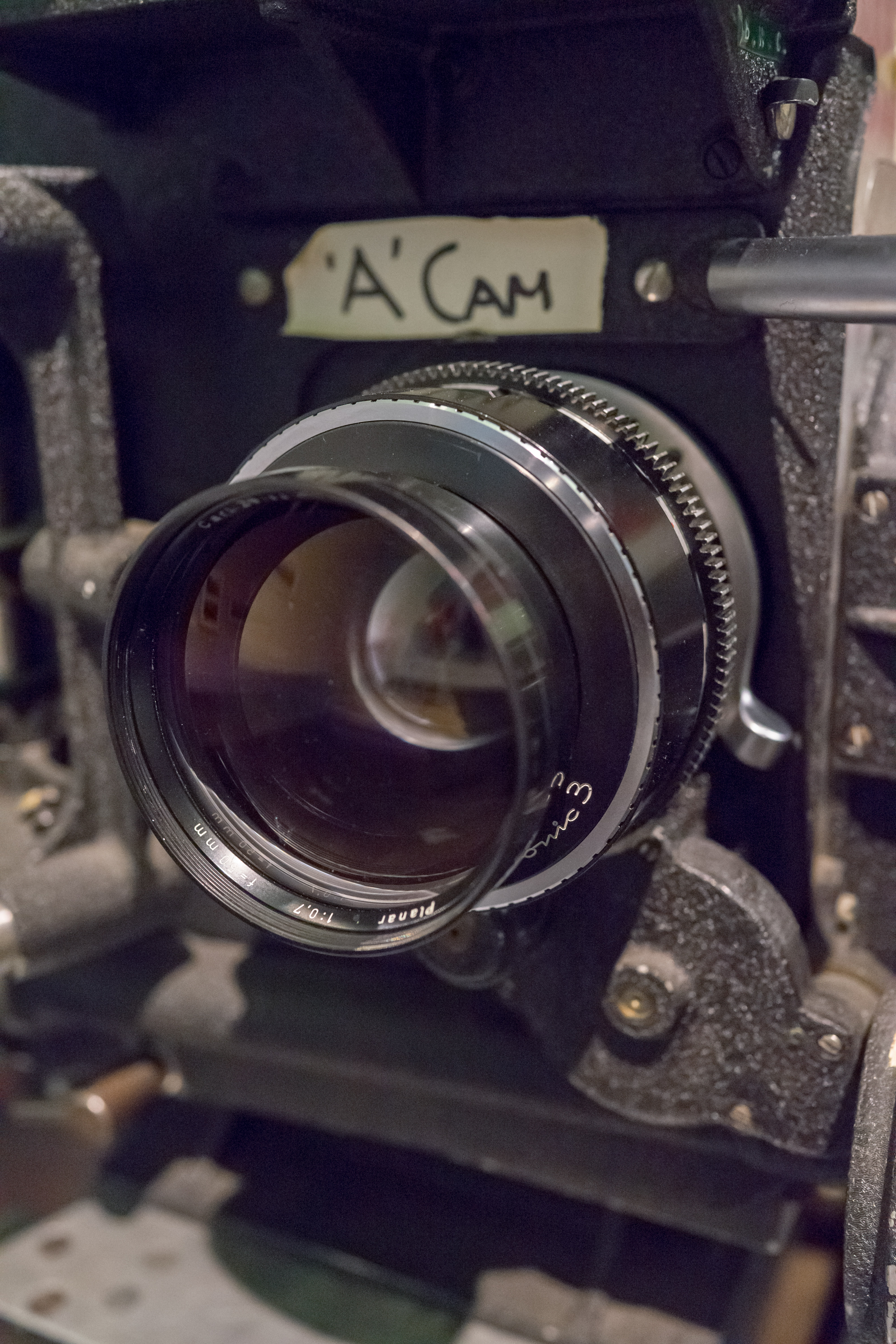
Von Kubrick benutztes Zeiss Planar ƒ/0,7/50 mm

Das Planar ƒ/0,7 mit 50 mm Brennweite wurde 1966 von Zeiss ursprünglich für die NASA entworfen und ist das lichtstärkste Objektiv der Welt (das Planar ƒ/0,7 ist zwei Blenden lichtstärker als ein ƒ/1,4 Objektiv). Entwickelt wurde es von dem Konstrukteur Erhard Glatzel (1925–2002) bei Zeiss in Oberkochen (Deutschland). Glatzel erhielt 1993 die Rudolf-Diesel-Medaille. Insgesamt wurden davon nur zehn Exemplare in den 1960er Jahren gefertigt, von denen sechs an die NASA gingen. Eines behielt Zeiss selbst. Die NASA nutzte dieses Objektiv im Apollo-Programm, um die nicht von der Sonne beleuchteten und daher dunklen Bereiche des Mondes aus dem Orbit fotografieren zu können. Es gibt jedoch keinen Beleg dafür, dass das Objektiv von der NASA tatsächlich dafür verwendet wurde. Gesichert ist, dass für die Fotos der Monderkundung und -landung 1968/69 Biogon-Objektive von Zeiss genutzt wurden. Alternativ stand das ƒ/1,0/100 mm von Angénieux zur Verfügung, mit dem die NASA jedoch nicht zufrieden war.
Die übrigen drei Objektive wurden vom US-amerikanischen Regisseur Stanley Kubrick gekauft, um einige besondere Innenaufnahmen für den Film Barry Lyndon drehen zu können. Ohne auf elektrische Beleuchtung zurückzugreifen, wurden die Szenen bei Kerzenlicht auf besonders empfindlichen Film aufgenommen, was überhaupt erst mit diesem Objektiv möglich wurde. Zudem wurde das Filmmaterial um eine Blendenstufe unterbelichtet. Die Schärfentiefe ist bei maximaler Blendenöffnung von ƒ/0,7 äußerst gering. In einem Abstand von 2 m zum Objekt ist dieser Bereich rechnerisch lediglich 7,95 cm groß. Die Darsteller mussten daher sehr genau darauf achten, sich nicht zu schnell zu bewegen, damit Kameramann John Alcott sie nicht aus dem Fokus verlor. Für seine Arbeit an Barry Lyndon wurde John Alcott 1976 mit dem Oscar für die beste Kamera ausgezeichnet.
Das Planar ƒ/0,7 hat nur einen relativ kleinen Bildkreisdurchmesser von 27 mm, welcher ein halbes Kleinbild-Negativ leidlich auszuleuchten vermag. Kubrick ließ das Objektiv an eine Mitchell BNC-35-mm-Kamera adaptieren und die Brennweite von 50 mm mit einem Weitwinkelvorsatz von Kollmorgen auf 36 mm verkürzen. Eines der drei Objektive von Kubrick wurde 2011 bei einer Auktion für 90.000 Euro verkauft.

### Weitere Planare
Das heute noch bekannte siebenlinsige Kleinbild-Planar ƒ/1,4/50 mm (siehe Abbildungen) nach Glatzel aus den 70er Jahren setzt immer noch Maßstäbe für die Abbildungsqualität. Als weiteres Objektiv der Referenzklasse kann das Mittelformat F-Planar ƒ/2/110 mm für die Schlitzverschluss-Kameras von Hasselblad bezeichnet werden. Viele namhafte Kamerahersteller wie Hasselblad, Contax, Rollei und Linhof führen bzw. führten Planarobjektive in ihrem Objektivangebot.

### Weiterentwicklungen unter anderen Markennamen
Beispiele für Weiterentwicklungen unter anderen Markennamen – teilweise anderer Hersteller sind
- Xenon, 1925, entwickelt von A. W. Tronnier für Schneider-Kreuznach,
- Biotar, 1927, entwickelt von Willi Merté für Carl Zeiss, sowie das
- Pancolar, eine Planar-Variante mit 6–7 Linsen.
- Das Aristostigmat von Meyer-Optik ist ebenfalls eine Weiterentwicklung des Gauss-Doppelobjektivs. Es ist dem Planar ähnlich, hat aber nur 4 Linsen.